# Association européenne pour l'étude et la conservation des lémuriens
L'Association européenne pour l’étude et la conservation des lémuriens (AEECL) est une organisation non gouvernementale créée à l'initiative des zoos de Mulhouse, Cologne et Sarrebruck et de l'université de Strasbourg, et basée à Mulhouse, en France.
Elle regroupe 34 parcs zoologiques européens et a pour objectif de sauvegarder les différentes espèces de lémuriens de Madagascar, hautement menacées d'extinction, notamment les lémurs aux yeux turquoise, via un programme européen pour les espèces menacées.
Une espèce de lémurien, Lepilemur aeeclis (« lépilémur de l’AEECL »), est nommée en honneur de cette organisation en 2006.